# Turcja na Letnich Igrzyskach Olimpijskich 2020
Turcję na Letnich Igrzyskach Olimpijskich 2020 reprezentowało 105 zawodników: 56 mężczyzn i 49 kobiet. Był to 23 start reprezentacji Turcji na letnich igrzyskach olimpijskich.

## Zdobyte medale[3]
| Medal  | Zawodnik           | Dyscyplina | Konkurencja                             | Rezultat                                                                            | Data       |
| ------ | ------------------ | ---------- | --------------------------------------- | ----------------------------------------------------------------------------------- | ---------- |
| Złoto  | Mete Gazoz         | Łucznictwo | mężczyźni indywidualnie                 | W finale pokonał reprezentanta Włoch Mauro Nespoli                                  | 31 lipca   |
| Złoto  | Busenaz Sürmeneli  | Boks       | waga półśrednia kobiet                  | W finale pokonała reprezentantkę Chin Gu Hong                                       | 7 sierpnia |
| Srebro | Eray Şamdan        | Karate     | kumite mężczyzn waga do 67 kg           | W finale uległ reprezentantowi Francji Steven Da Costa                              | 5 sierpnia |
| Srebro | Buse Naz Çakıroğlu | Boks       | waga musza kobiet                       | W finale uległa reprezentantce Bułgarii Stojance Petrow                             | 7 sierpnia |
| Brąz   | Hakan Reçber       | Taekwondo  | mężczyźni waga do 68 kg                 | W pojedynku o brązowy medal pokonał reprezentanta Bośni Nedžad Husić                | 25 lipca   |
| Brąz   | Hatice Kübra İlgün | Taekwondo  | kobiety waga do 57 kg                   | W pojedynku o brązowy medal pokonała reprezentantkę Irankę Kimia Alizadeh           | 25 lipca   |
| Brąz   | Rıza Kayaalp       | Zapasy     | mężczyźni styl klasyczny waga do 130 kg | W pojedynku o brązowy medal pokonał reprezentanta Iranu Amin Mirzazade              | 2 sierpnia |
| Brąz   | Yasemin Adar       | Zapasy     | kobiety styl wolny waga do 76 kg        | W pojedynku o brązowy medal pokonała reprezentantkę Kirgistanu Ajperi Medet Kyzy    | 2 sierpnia |
| Brąz   | Ferhat Arıcan      | Gimnastyka | ćwiczenia na poręczach mężczyzn         | 15,633 pkt                                                                          | 3 sierpnia |
| Brąz   | Taha Akgül         | Zapasy     | mężczyźni styl wolny waga do 125 kg     | W pojedynku o brązowy medal pokonał reprezentanta Mongolii Mönchtörijn Lchagwagerel | 6 sierpnia |
| Brąz   | Ali Sofuoğlu       | Karate     | kata mężczyzn                           | W ppjedynku o brązowy medal pokonał reprezentanta Korei Południowej Park Hee-jun    | 6 sierpnia |
| Brąz   | Merve Çoban        | Karate     | kumite kobiet waga do 61 kg             | W półfinale uległa reprezentantce Serbii Jovana Preković                            | 6 sierpnia |
| Brąz   | Uğur Aktaş         | Karate     | kumite mężczyzn waga powyżej 75 kg      | W półfinale uległ reprezentantowi Iranu Sajjad Ganjzadeh                            | 7 sierpnia |

## Skład kadry

### Badminton
| Zawodnik       | Konkurencja        | Faza grupowa               | Faza grupowa                 | Faza grupowa     | Pozycja | 1/8              | Ćwierćfinały     | Półfinały        | Finał            | Finał   | Źródło            |
| Zawodnik       | Konkurencja        | Przeciwnik Wynik           | Przeciwnik Wynik             | Przeciwnik Wynik | Pozycja | Przeciwnik Wynik | Przeciwnik Wynik | Przeciwnik Wynik | Przeciwnik Wynik | Pozycja | Źródło            |
| -------------- | ------------------ | -------------------------- | ---------------------------- | ---------------- | ------- | ---------------- | ---------------- | ---------------- | ---------------- | ------- | ----------------- |
| Neslihan Yiğit | gra pojedyncza (k) | Doha Hany 2-0 (21-5, 21-5) | Chen Yufei 0-2 (14-21, 9-21) | N\A              | 2.      | NQ               | NQ               | NQ               | NQ               | 15.     | [ 4 ] [ 5 ] [ 6 ] |

### Boks
| Zawodnik           | Konkurencja              | 1/16             | 1/8                      | Ćwierćfinał      | Półfinał              | Finał            | Finał   | Źródło |
| Zawodnik           | Konkurencja              | Przeciwnik Wynik | Przeciwnik Wynik         | Przeciwnik Wynik | Przeciwnik Wynik      | Przeciwnik Wynik | Miejsce | Źródło |
| ------------------ | ------------------------ | ---------------- | ------------------------ | ---------------- | --------------------- | ---------------- | ------- | ------ |
| Batuhan Çiftçi     | waga musza mężczyzn      | Zoirov P 0-5     | NQ                       | NQ               | NQ                    | NQ               | 17.     | [ 7 ]  |
| Necat Ekinci       | waga półśrednia mężczyzn | Radzionau P 2-3  | NQ                       | NQ               | NQ                    | NQ               | 17.     | [ 8 ]  |
| Bayram Malkan      | waga półciężka mężczyzn  | Bye              | Samed W RSC              | Alfonso P 0-5    | NQ                    | NQ               | 5.      | [ 9 ]  |
| Buse Naz Çakıroğlu | waga musza kobiet        | Bye              | Rakhimova W 3-2          | Jitpong W 5-0    | Huang Hsiao-wen W 5-0 | Petrowa P 0-5    | srebro  | [ 10 ] |
| Esra Yıldız        | waga lekka kobiet        | Bye              | Sánchez W 5-0            | Potkonen W 5-0   | NQ                    | NQ               | 5.      | [ 11 ] |
| Busenaz Sürmeneli  | waga półśrednia kobiet   | Bye              | Karolina Koszewska W 5-0 | Łysenko W 5-0    | Borgohain W 5-0       | Gu Hong W 3-0    | złoto   | [ 12 ] |

### Gimnastyka
Mężczyźni
| Zawodnik      | Konkurencja                 | Kwalifikacje | Kwalifikacje | Kwalifikacje | Kwalifikacje | Kwalifikacje | Kwalifikacje | Kwalifikacje | Kwalifikacje | Finał    | Finał    | Finał    | Finał    | Finał    | Finał    | Finał  | Finał   | Źródło |
| Zawodnik      | Konkurencja                 | Przyrząd     | Przyrząd     | Przyrząd     | Przyrząd     | Przyrząd     | Przyrząd     | Razem        | Pozycja      | Przyrząd | Przyrząd | Przyrząd | Przyrząd | Przyrząd | Przyrząd | Razem  | Pozycja | Źródło |
| Zawodnik      | Konkurencja                 | F            | PH           | R            | V            | PB           | HB           | Razem        | Pozycja      | F        | PH       | R        | V        | PB       | HB       | Razem  | Pozycja | Źródło |
| ------------- | --------------------------- | ------------ | ------------ | ------------ | ------------ | ------------ | ------------ | ------------ | ------------ | -------- | -------- | -------- | -------- | -------- | -------- | ------ | ------- | ------ |
| Ahmet Önder   | wielobój indywidualnie      | 14,600       | 13,333       | 14,366       | 14,333       | 15,200       | 13,833       | 85,665       | 8.           | DNS      | 12,900   | 13,866   | 14,333   | DNS      | DNS      | DNF    | DNF     | [ 13 ] |
| Adem Asil     | wielobój indywidualnie      | 14,033       | 12,400       | 14,800       | 15,100       | 14,091       | 14,100       | 84,524       | 15.          | 14,300   | 13,166   | 13,700   | 15,133   | 12,600   | 13,600   | 82,499 | 15.     | [ 14 ] |
| Ahmet Önder   | ćwiczenia wolne             | 14,600       | N/A          | N/A          | N/A          | N/A          | N/A          | 14,600       | 13.          | NQ       | NQ       | NQ       | NQ       | NQ       | NQ       | NQ     | NQ      | [ 13 ] |
| Adem Asil     | ćwiczenia wolne             | 14,033       | N/A          | N/A          | N/A          | N/A          | N/A          | 14,033       | 24.          | NQ       | NQ       | NQ       | NQ       | NQ       | NQ       | NQ     | NQ      | [ 14 ] |
| Ferhat Arıcan | ćwiczenia na poręczach      | N/A          | N/A          | N/A          | N/A          | 15,666       | N/A          | 15,666       | 4.           | N/A      | N/A      | N/A      | N/A      | 15,633   | N/A      | 15,633 | brąz    | [ 15 ] |
| Ahmet Önder   | ćwiczenia na poręczach      | N/A          | N/A          | N/A          | N/A          | 15,200       | N/A          | 15,200       | 14.          | NQ       | NQ       | NQ       | NQ       | NQ       | NQ       | NQ     | NQ      | [ 13 ] |
| Adem Asil     | ćwiczenia na poręczach      | N/A          | N/A          | N/A          | N/A          | 14,091       | N/A          | 14,091       | 42.          | NQ       | NQ       | NQ       | NQ       | NQ       | NQ       | NQ     | NQ      | [ 14 ] |
| Adem Asil     | ćwiczenia na drążku         | N/A          | N/A          | N/A          | N/A          | N/A          | 14,100       | 14,100       | 13.          | NQ       | NQ       | NQ       | NQ       | NQ       | NQ       | NQ     | NQ      | [ 14 ] |
| Ahmet Önder   | ćwiczenia na drążku         | N/A          | N/A          | N/A          | N/A          | N/A          | 13,833       | 13,833       | 21.          | NQ       | NQ       | NQ       | NQ       | NQ       | NQ       | NQ     | NQ      | [ 13 ] |
| Ferhat Arıcan | ćwiczenia na koniu z łękami | N/A          | 14,233       | N/A          | N/A          | N/A          | N/A          | 14,233       | 17.          | NQ       | NQ       | NQ       | NQ       | NQ       | NQ       | NQ     | NQ      | [ 15 ] |
| Ahmet Önder   | ćwiczenia na koniu z łękami | N/A          | 13,333       | N/A          | N/A          | N/A          | N/A          | 13,333       | 39.          | NQ       | NQ       | NQ       | NQ       | NQ       | NQ       | NQ     | NQ      | [ 13 ] |
| Adem Asil     | ćwiczenia na koniu z łękami | N/A          | 12,400       | N/A          | N/A          | N/A          | N/A          | 12,400       | 61.          | NQ       | NQ       | NQ       | NQ       | NQ       | NQ       | NQ     | NQ      | [ 14 ] |
| İbrahim Çolak | ćwiczenia na kółkach        | N/A          | N/A          | 14,933       | N/A          | N/A          | N/A          | 14,933       | 4.           | N/A      | N/A      | 14,866   | N/A      | N/A      | N/A      | 14,866 | 4.      | [ 16 ] |
| Ahmet Önder   | ćwiczenia na kółkach        | N/A          | N/A          | 14,366       | N/A          | N/A          | N/A          | 14,366       | 13.          | NQ       | NQ       | NQ       | NQ       | NQ       | NQ       | NQ     | NQ      | [ 13 ] |
| Adem Asil     | ćwiczenia na kółkach        | N/A          | N/A          | 14,800       | N/A          | N/A          | N/A          | 14,800       | 7.           | N/A      | N/A      | 14,600   | N/A      | N/A      | N/A      | 14,600 | 7.      | [ 14 ] |
| Adem Asil     | skok                        | N/A          | N/A          | N/A          | 14,766       | N/A          | N/A          | 14,766       | 4.           | N/A      | N/A      | N/A      | 14,449   | N/A      | N/A      | 14,449 | 6.      | [ 14 ] |
| Ahmet Önder   | skok                        | N/A          | N/A          | N/A          | 14,466       | N/A          | N/A          | 14,466       | 8            | N/A      | N/A      | N/A      | 14,066   | N/A      | N/A      | 14,066 | 8.      | [ 13 ] |

Kobiety
| Zawodniczka      | Konkurencja             | Kwalifikacje | Kwalifikacje | Kwalifikacje | Kwalifikacje | Kwalifikacje | Kwalifikacje | Finał     | Finał     | Finał     | Finał     | Finał | Finał   | Źródło |
| Zawodniczka      | Konkurencja             | Przyrządy    | Przyrządy    | Przyrządy    | Przyrządy    | Razem        | Pozycja      | Przyrządy | Przyrządy | Przyrządy | Przyrządy | Razem | Pozycja | Źródło |
| Zawodniczka      | Konkurencja             | V            | UB           | BB           | F            | Razem        | Pozycja      | V         | UB        | BB        | F         | Razem | Pozycja | Źródło |
| ---------------- | ----------------------- | ------------ | ------------ | ------------ | ------------ | ------------ | ------------ | --------- | --------- | --------- | --------- | ----- | ------- | ------ |
| Nazlı Savranbaşı | wielobój indywidualnie  | 12,900       | 11,933       | 11,033       | 11,933       | 47,799       | 71.          | NQ        | NQ        | NQ        | NQ        | NQ    | NQ      | [ 17 ] |
| Nazlı Savranbaşı | ćwiczenia na poręczach  | N/A          | 11,933       | N/A          | N/A          | 11,933       | 67.          | NQ        | NQ        | NQ        | NQ        | NQ    | NQ      | [ 17 ] |
| Nazlı Savranbaşı | ćwiczenia na równoważni | N/A          | N/A          | 11,033       | N/A          | 11,033       | 85.          | NQ        | NQ        | NQ        | NQ        | NQ    | NQ      | [ 17 ] |
| Nazlı Savranbaşı | ćwiczenia wolne         | N/A          | N/A          | N/A          | 11,933       | 11,933       | 74.          | NQ        | NQ        | NQ        | NQ        | NQ    | NQ      | [ 17 ] |

### Judo
| Zawodnik         | Konkurencja | 1/16                | 1/8                 | Ćwierćfinał         | Półfinał            | Repasaże            | Finał / 3.miejsce   | Finał / 3.miejsce | Źródła |
| Zawodnik         | Konkurencja | Przeciwniczka Wynik | Przeciwniczka Wynik | Przeciwniczka Wynik | Przeciwniczka Wynik | Przeciwniczka Wynik | Przeciwniczka Wynik | Pozycja           | Źródła |
| ---------------- | ----------- | ------------------- | ------------------- | ------------------- | ------------------- | ------------------- | ------------------- | ----------------- | ------ |
| Mihraç Akkuş     | -60 kg (m)  | Namgyel W 10-00     | Smietow P 00-10     | NQ                  | NQ                  | NQ                  | NQ                  | 9.                | [ 18 ] |
| Bilal Çiloğlu    | -73 kg (m)  | Slman W 10-00       | Ōno P 00-10         | NQ                  | NQ                  | NQ                  | NQ                  | 9.                | [ 19 ] |
| Vedat Albayrak   | -81 kg (m)  | Nagase P 00-10      | NQ                  | NQ                  | NQ                  | NQ                  | NQ                  | 17.               | [ 20 ] |
| Mihael Žgank     | -90 kg (m)  | Morales W 01-00     | Brown W 01-00       | van ’t End W 10-00  | Trippel P 00-01     | N/A                 | Bobonov P 00-10     | 5.                | [ 21 ] |
| Gülkader Şentürk | -48 kg (k)  | Figueroa P 00-10    | NQ                  | NQ                  | NQ                  | NQ                  | NQ                  | 17.               | [ 22 ] |
| Kayra Sayıt      | +78 kg (k)  | Atangana W 01-00    | Kałanina W 10-00    | Sone P 00-10        | NQ                  | Han Mi-jin W 10-00  | Dicko P 00-10       | 5.                | [ 23 ] |

### Karate
| Zawodnik     | Konkurencja   | Eliminacje | Eliminacje | Eliminacje | Eliminacje | Eliminacje | Finał                      | Pozycja | Źródło |
| Zawodnik     | Konkurencja   | 1 kata     | 2 kata     | Średnia    | 3 kata     | Wynik      | Finał                      | Pozycja | Źródło |
| ------------ | ------------- | ---------- | ---------- | ---------- | ---------- | ---------- | -------------------------- | ------- | ------ |
| Dilara Bozan | kata kobiet   | 24,46      | 25,06      | 24,76      | 25,78      | 3.         | Lau P 26,52-26,94          | 5.      | [ 24 ] |
| Ali Sofuoğlu | kata mężczyzn | 27,00      | 27,28      | 27,14      | 27,32      | 2.         | Park Hee-jun W 27,26-26,14 | brąz    | [ 25 ] |

| Zawodnik        | Konkurencja            | Faza grupowa     | Faza grupowa     | Faza grupowa     | Faza grupowa     | Faza grupowa | Półfinały        | Finał            | Finał   | Źródło                                           |
| Zawodnik        | Konkurencja            | Przeciwnik Wynik | Przeciwnik Wynik | Przeciwnik Wynik | Przeciwnik Wynik | Pozycja      | Przeciwnik Wynik | Przeciwnik Wynik | Pozycja | Źródło                                           |
| --------------- | ---------------------- | ---------------- | ---------------- | ---------------- | ---------------- | ------------ | ---------------- | ---------------- | ------- | ------------------------------------------------ |
| Eray Şamdan     | do 67 kg mężczyzn      | Farzaliyev 7:1   | Assadilov 2:6    | El-Sawy 4:1      | Sago 2:1         | 2.           | Al-Masatfa 2:0   | Da Costa 0:5     | srebro  | [ 26 ] [ 27 ] [ 28 ] [ 29 ] [ 30 ] [ 31 ] [ 32 ] |
| Uğur Aktaş      | powyżej 75 kg mężczyzn | Arkania 3:1      | Araga 3:5        | Yuldashev 3:11   | Horne -          | 2.           | Ganjzadeh 2:2    | NQ               | brąz    | [ 33 ] [ 34 ] [ 35 ] [ 36 ] [ 37 ]               |
| Serap Özçelik   | do 55 kg kobiet        | Bahmanyar 4:5    | Goranowa 1:5     | Wen Tzu-yun 4:5  | N/A              | 4.           | NQ               | NQ               | 7.      | [ 38 ] [ 39 ] [ 40 ] [ 41 ]                      |
| Merve Çoban     | do 61 kg kobiet        | Someya 4:0       | Garcés 6:2       | Heurtault 0:2    | Yin Xiaoyan 2:2  | .            | Preković 0:2     | NQ               | brąz    | [ 42 ] [ 43 ] [ 44 ] [ 45 ] [ 46 ] [ 47 ]        |
| Meltem Hocaoğlu | powyżej 61 kg kobiet   | Berultseva 5:5   | Uekusa 4:5       | Semeraro 4:9     | Zaretska 0:4     | 5.           | NQ               | NQ               | 9.      | [ 48 ] [ 49 ] [ 50 ] [ 51 ] [ 52 ]               |

### Kolarstwo

#### Kolarstwo szosowe
| Zawodnik    | Konkurencja                    | Czas | Pozycja | Źródło |
| ----------- | ------------------------------ | ---- | ------- | ------ |
| Onur Balkan | wyścig ze startu wspólnego (m) | DNF  | DNF     | [ 53 ] |
| Ahmet Örken | wyścig ze startu wspólnego (m) | DNF  | DNF     | [ 53 ] |

### Lekkoatletyka
Konkurencje biegowe
| Zawodnik                                             | Konkurencja            | Eliminacje | Eliminacje | Półfinał | Półfinał | Finał    | Finał   | Źródło |
| Zawodnik                                             | Konkurencja            | Wynik      | Miejsce    | Wynik    | Miejsce  | Wynik    | Miejsce | Źródło |
| ---------------------------------------------------- | ---------------------- | ---------- | ---------- | -------- | -------- | -------- | ------- | ------ |
| Emre Zafer Barnes                                    | 100 m (m)              | 10,47      | 7.         | NQ       | NQ       | NQ       | NQ      | [ 54 ] |
| Jak Ali Harvey                                       | 100 m (m)              | 10,25      | 6.         | NQ       | NQ       | NQ       | NQ      | [ 54 ] |
| Ramil Guliyev                                        | 200 m (m)              | 20,54      | 2.         | 20,31    | 6.       | NQ       | NQ      | [ 55 ] |
| Yasmani Copello                                      | 400 m przez płotki (m) | 49,00      | 2.         | 47,88    | 3.       | 47,81    | 6.      | [ 56 ] |
| Yavuz Ağralı                                         | maraton (m)            | N/A        | N/A        | N/A      | N/A      | 2:21:00  | 52.     | [ 57 ] |
| Polat Kemboi Arıkan                                  | maraton (m)            | N/A        | N/A        | N/A      | N/A      | DNF      | DNF     | [ 57 ] |
| Ertan Özkan Jak Ali Harvey Kayhan Özer Ramil Guliyev | sztafeta 4 × 100 m (m) | DSQ        | DSQ        | N/A      | N/A      | NQ       | NQ      | [ 58 ] |
| Şahin Şenoduncu                                      | chód na 20 km (m)      | N/A        | N/A        | N/A      | N/A      | 1:27:39  | 34.     | [ 59 ] |
| Abdülselam İmuk                                      | chód na 20 km (m)      | N/A        | N/A        | N/A      | N/A      | 1:32:27  | 48.     | [ 59 ] |
| Salih Korkmaz                                        | chód na 20 km (m)      | N/A        | N/A        | N/A      | N/A      | DNF      | DNF     | [ 59 ] |
| Yasemin Can                                          | 5000 m (k)             | 14:50,92   | 6.         | N/A      | N/A      | 14:46,49 | 8.      | [ 60 ] |
| Yasemin Can                                          | 10 000 m (k)           | N/A        | N/A        | N/A      | N/A      | 31:10,05 | 11.     | [ 61 ] |
| Meryem Erdoğan                                       | maraton (k)            | N/A        | N/A        | N/A      | N/A      | DNF      | DNF     | [ 62 ] |
| Meryem Bekmez                                        | chód na 20 km (k)      | N/A        | N/A        | N/A      | N/A      | 1:35:08  | 22.     | [ 63 ] |
| Ayşe Tekdal                                          | chód na 20 km (k)      | N/A        | N/A        | N/A      | N/A      | 1:38:40  | 39.     | [ 63 ] |
| Evin Demir                                           | chód na 20 km (k)      | N/A        | N/A        | N/A      | N/A      | 1:39:55  | 41.     | [ 63 ] |

Konkurencje techniczne
| Zawodnik        | Konkurencja        | Kwalifikacje | Kwalifikacje | Finał | Finał   | Źródło |
| Zawodnik        | Konkurencja        | Wynik        | Miejsce      | Wynik | Miejsce | Źródło |
| --------------- | ------------------ | ------------ | ------------ | ----- | ------- | ------ |
| Necati Er       | trójskok (m)       | 17,13        | 2.           | 17,25 | 6.      | [ 64 ] |
| Eşref Apak      | rzut młotem (m)    | 76,76        | 8.           | 76,71 | 9.      | [ 65 ] |
| Özkan Baltacı   | rzut młotem (m)    | 63,63        | 31.          | NQ    | NQ      | [ 65 ] |
| Ersu Şaşma      | skok o tyczce (m)  | 5,65         | 12.          | 5,70  | 10.     | [ 66 ] |
| Tuğçe Şahutoğlu | rzut młotem (k)    | 66,06        | 27.          | NQ    | NQ      | [ 67 ] |
| Eda Tuğsuz      | rzut oszczepem (k) | 62,31        | 5.           | 64,00 | 4.      | [ 68 ] |
| Emel Dereli     | pchnięcie kulą (k) | 17,81        | 16.          | NQ    | NQ      | [ 69 ] |

### Łucznictwo
| Zawodnik                  | Konkurencja       | Runda rankingowa | Runda rankingowa | 1/32             | 1/16               | 1/8                      | Ćwierćfinały            | Półfinały               | Finał                  | Finał   | Źródło               |
| Zawodnik                  | Konkurencja       | Wynik            | Miejsce          | Przeciwnik Wynik | Przeciwnik Wynik   | Przeciwnik Wynik         | Przeciwnik Wynik        | Przeciwnik Wynik        | Przeciwnik Wynik       | Pozycja | Źródło               |
| ------------------------- | ----------------- | ---------------- | ---------------- | ---------------- | ------------------ | ------------------------ | ----------------------- | ----------------------- | ---------------------- | ------- | -------------------- |
| Mete Gazoz                | indywidualnie (m) | 669              | 10.              | Henckels W 6-0   | Tyack W 7-3        | Worth W 7-1              | Ellison W 7-3           | Furukawa W 7-3          | Nespoli W 6-4          | złoto   | [ 70 ] [ 71 ] [ 72 ] |
| Yasemin Anagöz            | indywidualnie (k) | 652              | 19.              | Barrett W 6-2    | Yang Xiaolei W 6-2 | Kang Chae-young W 7-3    | NQ                      | NQ                      | NQ                     | 9.      | [ 73 ] [ 74 ] [ 75 ] |
| Yasemin Anagöz Mete Gazoz | mikst             | 1321             | 18.              | N/A              | N/A                | Bazarżapow Pierowa W 6-2 | Agatha Choirunisa W 6-2 | Wijler Schloesser P 3-5 | Álvarez Valencia P 2-6 | 4.      | [ 76 ] [ 77 ]        |

### Pięciobój nowoczesny
| Zawodnik      | Konkurencja | Szermierka      | Szermierka | Szermierka | Pływanie | Pływanie | Pływanie | Jazda konna | Jazda konna | Kombinacja: strzelanie/bieg przełajowy | Kombinacja: strzelanie/bieg przełajowy | Kombinacja: strzelanie/bieg przełajowy | Suma punktów | Pozycja | Źródło |
| Zawodnik      | Konkurencja | Wynik (wygrane) | M.         | Punkty     | Czas     | M.       | Punkty   | M.          | Punkty      | Czas                                   | M.                                     | Punkty                                 | Suma punktów | Pozycja | Źródło |
| ------------- | ----------- | --------------- | ---------- | ---------- | -------- | -------- | -------- | ----------- | ----------- | -------------------------------------- | -------------------------------------- | -------------------------------------- | ------------ | ------- | ------ |
| Ilke Özyüksel | kobiety     | 14              | 27.        | 185        | 2:15,89  | 20.      | 279      | 5.          | 293         | 11:47,64                               | 3.                                     | 593                                    | 1350         | 5.      | [ 78 ] |

### Pływanie
| Zawodnik                                                       | Konkurencja                     | Eliminacje | Eliminacje | Półfinał | Półfinał | Finał | Finał   | Źródło        |
| Zawodnik                                                       | Konkurencja                     | Czas       | Miejsce    | Czas     | Miejsce  | Czas  | Miejsce | Źródło        |
| -------------------------------------------------------------- | ------------------------------- | ---------- | ---------- | -------- | -------- | ----- | ------- | ------------- |
| Baturalp Ünlü                                                  | 200 m dowolnym (m)              | 1:49,75    | 34.        | NQ       | NQ       | NQ    | NQ      | [ 79 ]        |
| Yiğit Aslan                                                    | 800 m dowolnym (m)              | 7:56,18    | 24.        | N/A      | N/A      | NQ    | NQ      | [ 80 ]        |
| Berke Saka                                                     | 200 m grzbietowym (m)           | 1:58,66    | 23.        | NQ       | NQ       | NQ    | NQ      | [ 81 ]        |
| Berkay Ömer Öğretir                                            | 100 m klasycznym (m)            | 59,82      | 18.        | NQ       | NQ       | NQ    | NQ      | [ 82 ]        |
| Emre Sakçı                                                     | 100 m klasycznym (m)            | 59,87      | 19.        | NQ       | NQ       | NQ    | NQ      | [ 82 ]        |
| Berkay Öğretir                                                 | 200 m klasycznym (m)            | 2:10,73    | 22.        | NQ       | NQ       | NQ    | NQ      | [ 83 ]        |
| Ümitcan Güreş                                                  | 100 m motylkowym (m)            | 52,44      | 35.        | NQ       | NQ       | NQ    | NQ      | [ 84 ]        |
| Beril Böcekler                                                 | 400 m dowolnym                  | 4:08,27    | 16.        | N/A      | N/A      | NQ    | NQ      | [ 85 ]        |
| Merve Tuncel                                                   | 400 m dowolnym                  | 4:11,06    | 19.        | N/A      | N/A      | NQ    | NQ      | [ 85 ]        |
| Merve Tuncel                                                   | 800 m dowolnym (k)              | 8:25,62    | 12.        | N/A      | N/A      | NQ    | NQ      | [ 86 ]        |
| Deniz Ertan                                                    | 800 m dowolnym (k)              | 8:36,29    | 23.        | N/A      | N/A      | NQ    | NQ      | [ 86 ]        |
| Merve Tuncel                                                   | 1500 m dowolnym (k)             | 16:00,51   | 11.        | N/A      | N/A      | NQ    | NQ      | [ 87 ]        |
| Deniz Ertan                                                    | 1500 m dowolnym (k)             | 16:13,22   | 17.        | N/A      | N/A      | NQ    | NQ      | [ 87 ]        |
| Defne Taçyıldız                                                | 200 m motylkowym (k)            | 2:10,00    | 12.        | 2:11,27  | 14.      | NQ    | NQ      | [ 88 ] [ 89 ] |
| Wiktorija Zeynep Güneş                                         | 200 m zmiennym (k)              | 2:14,41    | 22.        | NQ       | NQ       | NQ    | NQ      | [ 90 ]        |
| Wiktorija Zeynep Güneş Beril Böcekler Deniz Ertan Merve Tuncel | sztafeta 4 × 200 m dowolnym (k) | 8:10,96    | 13.        | N/A      | N/A      | NQ    | NQ      | [ 91 ]        |

### Podnoszenie ciężarów
| Zawodnik              | Konkurencja     | Rwanie | Rwanie  | Podrzut | Podrzut | Razem  | Pozycja | Źródło |
| Zawodnik              | Konkurencja     | Wynik  | Pozycja | Wynik   | Pozycja | Razem  | Pozycja | Źródło |
| --------------------- | --------------- | ------ | ------- | ------- | ------- | ------ | ------- | ------ |
| Muhammed Furkan Özbek | -67 kg mężczyzn | 142 kg | 6.      | DNF     | DNF     | DNF    | DNF     | [ 92 ] |
| Nuray Levent          | -64 kg kobiet   | 100 kg | 7.      | 120 kg  | 9.      | 220 kg | 9.      | [ 92 ] |

### Siatkówka
Turniej kobiet
- Reprezentacja kobiet

| - Simge Aköz - Cansu Özbay - Tuğba Şenoğlu - Şeyma Ercan - Kübra Akman - Hande Baladın |  | - Meliha İsmailoğlu - Naz Aydemir Akyol - Meryem Boz - Eda Erdem Dündar - Zehra Güneş - Ebrar Karakurt |

| Drużyna | Konkurencja    | Faza grupowa     | Faza grupowa     | Faza grupowa            | Faza grupowa     | Faza grupowa                      | Faza grupowa | Ćwierćfinały           | Półfinały        | Finał            | Pozycja | Źródło |
| Drużyna | Konkurencja    | Przeciwnik Wynik | Przeciwnik Wynik | Przeciwnik Wynik        | Przeciwnik Wynik | Przeciwnik Wynik                  | Pozycja      | Przeciwnik Wynik       | Przeciwnik Wynik | Przeciwnik Wynik | Pozycja | Źródło |
| ------- | -------------- | ---------------- | ---------------- | ----------------------- | ---------------- | --------------------------------- | ------------ | ---------------------- | ---------------- | ---------------- | ------- | ------ |
| Turcja  | turniej kobiet | Chiny W 3:0      | Włochy P 1:3     | Stany Zjednoczone P 2:3 | Argentyna W 3:0  | Rosyjski Komitet Olimpijski W 3:2 | 3.           | Korea Południowa P 2:3 | NQ               | NQ               | 5.      | [ 93 ] |

### Strzelectwo
| Zawodnik     | Konkurencja                         | Kwalifikacje | Kwalifikacje | Finał | Finał   | Źródło          |
| Zawodnik     | Konkurencja                         | Wynik        | Pozycja      | Wynik | Pozycja | Źródło          |
| ------------ | ----------------------------------- | ------------ | ------------ | ----- | ------- | --------------- |
| Ömer Akgün   | karabin pneumatyczny (m)            | 629,8        | 5.           | 207,3 | 4.      | [ 94 ] [ 95 ]   |
| Ömer Akgün   | karabin małokalibrowy 3 postawy (m) | 1147-40x     | 36.          | NQ    | NQ      | [ 96 ] [ 97 ]   |
| Yusuf Dikeç  | pistolet pneumatyczny (m)           | 572-19x      | 24.          | NQ    | NQ      | [ 98 ] [ 99 ]   |
| İsmail Keleş | pistolet pneumatyczny (m)           | 572-17x      | 25.          | NQ    | NQ      | [ 98 ] [ 99 ]   |
| Özgür Varlık | pistolet szybkostrzelny (m)         | 555-10x      | 24.          | NQ    | NQ      | [ 100 ] [ 101 ] |

### Szermierka
| Zawodnik      | Konkurencja              | 1/32             | 1/16             | 1/8              | Ćwierćfinały     | Półfinały        | Finał/o 3. miejsce | Finał/o 3. miejsce | Źródło  |
| Zawodnik      | Konkurencja              | Przeciwnik Wynik | Przeciwnik Wynik | Przeciwnik Wynik | Przeciwnik Wynik | Przeciwnik Wynik | Przeciwnik Wynik   | Pozycja            | Źródło  |
| ------------- | ------------------------ | ---------------- | ---------------- | ---------------- | ---------------- | ---------------- | ------------------ | ------------------ | ------- |
| İrem Karamete | floret indywidualnie (k) | Bye              | Ross P 5-15      | NQ               | NQ               | NQ               | NQ                 | 23.                | [ 102 ] |

### Taekwondo
| Zawodnik           | Konkurencja     | 1/8                | Ćwierćfinał      | Półfinał         | Repesaż          | Finał/3.miejsce      | Finał/3.miejsce | Źródło  |
| Zawodnik           | Konkurencja     | Przeciwnik Wynik   | Przeciwnik Wynik | Przeciwnik Wynik | Przeciwnik Wynik | Przeciwnik Wynik     | Pozycja         | Źródło  |
| ------------------ | --------------- | ------------------ | ---------------- | ---------------- | ---------------- | -------------------- | --------------- | ------- |
| Hakan Reçber       | -68 kg mężczyzn | Pontes W 25-18     | Sinden P 19-39   | NQ               | Burns W 23-8     | Husić W 22-13        | brąz            | [ 103 ] |
| Rukiye Yıldırım    | -49 kg kobiet   | Abdelsalam W 21-20 | Ramírez W 31-30  | Cerezo P 19-39   | N/A              | Semberg P 22-27      | 5.              | [ 104 ] |
| Hatice Kübra İlgün | -57 kg kobiet   | Lindo W 16-5       | Zolotic P 9-17   | NQ               | Laaraj W 6-6     | Kimia Alizadeh W 8-6 | brąz            | [ 105 ] |
| Nur Tatar          | -67 kg kobiet   | Anyanacho W 12-7   | McPherson P 1-3  | NQ               | NQ               | NQ                   | 9.              | [ 106 ] |
| Nafia Kuş          | +67 kg kobiet   | Rodríguez P 5-7    | NQ               | NQ               | NQ               | NQ                   | 11.             | [ 107 ] |

### Wioślarstwo
| Zawodnik     | Konkurencja | Eliminacje | Eliminacje | Repasaż | Repasaż | Ćwierćfinały | Ćwierćfinały | Półfinały            | Półfinały | Finał           | Finał | Miejsce | Źródło  |
| Zawodnik     | Konkurencja | Czas       | M.         | Czas    | M.      | Czas         | M.           | Czas                 | M.        | Czas            | M.    | Miejsce | Źródło  |
| ------------ | ----------- | ---------- | ---------- | ------- | ------- | ------------ | ------------ | -------------------- | --------- | --------------- | ----- | ------- | ------- |
| Onat Kazaklı | M1x         | 7:20,11    | 3.         | N/A     | N/A     | 7:32,86      | 4.           | 7:32,19 Półfinał C/D | 6.        | 7:13,65 Finał D | 3.    | 21.     | [ 108 ] |

### Zapasy
| Zawodnik           | Konkurencja                     | 1/16             | 1/8                | Ćwierćfinał      | Półfinał         | Repesaż 1        | Finał                   | Finał   | Źródło  |
| Zawodnik           | Konkurencja                     | Przeciwnik Wynik | Przeciwnik Wynik   | Przeciwnik Wynik | Przeciwnik Wynik | Przeciwnik Wynik | Przeciwnik Wynik        | Pozycja | Źródło  |
| ------------------ | ------------------------------- | ---------------- | ------------------ | ---------------- | ---------------- | ---------------- | ----------------------- | ------- | ------- |
| Kerem Kamal        | -60 kg mężczyzn styl klasyczny  | N/A              | Ciobanu P 0-8      | NQ               | NQ               | NQ               | NQ                      | 15.     | [ 109 ] |
| Cenk İldem         | -97 kg mężczyzn styl klasyczny  | N/A              | Miłow P 1-3        | NQ               | NQ               | NQ               | NQ                      | 12.     | [ 110 ] |
| Rıza Kayaalp       | -130 kg mężczyzn styl klasyczny | N/A              | Knystautas W 5-1   | Popp W 6-2       | López P 0-2      | N/A              | Mirzazade W 7-2         | brąz    | [ 111 ] |
| Süleyman Atlı      | -57 kg mężczyzn styl wolny      | N/A              | Atri P 2-3         | NQ               | NQ               | NQ               | NQ                      | 11.     | [ 112 ] |
| Osman Göçen        | -86 kg mężczyzn styl wolny      | N/A              | Takatani W 2-2     | Najfonow P 1-12  | NQ               | NQ               | NQ                      | 9.      | [ 113 ] |
| Süleyman Karadeniz | -97 kg mężczyzn styl wolny      | N/A              | Ibragimow W 3-3    | Jergali W 8-7    | Snyder P 0-5     | N/A              | Conyedo P 2-6           | 5.      | [ 114 ] |
| Taha Akgül         | -125 kg mężczyzn styl wolny     | N/A              | Dhesi W 5-0        | Steveson P 0-8   | NQ               | Łazariew W 4-0   | Lchagwagerel W 5-0      | brąz    | [ 115 ] |
| Evin Demirhan      | -50 kg kobiet styl wolny        | N/A              | Hildebrandt P 0-11 | NQ               | NQ               | NQ               | NQ                      | 16.     | [ 116 ] |
| Yasemin Adar       | -76 kg kobiet styl wolny        | N/A              | Ferreira W 6-0     | Gray P 4-6       | NQ               | Sghaier W 2-0    | Ajperi Medet Kyzy W 4-0 | brąz    | [ 117 ] |

### Żeglarstwo
| Zawodnik                      | Konkurencja  | Wyścig | Wyścig   | Wyścig | Wyścig | Wyścig | Wyścig | Wyścig | Wyścig | Wyścig | Wyścig | Wyścig | Wyścig | Wyścig | Punkty | Finałowa pozycja | Źródło  |
| Zawodnik                      | Konkurencja  | 1      | 2        | 3      | 4      | 5      | 6      | 7      | 8      | 9      | 10     | 11     | 12     | M*     | Punkty | Finałowa pozycja | Źródło  |
| ----------------------------- | ------------ | ------ | -------- | ------ | ------ | ------ | ------ | ------ | ------ | ------ | ------ | ------ | ------ | ------ | ------ | ---------------- | ------- |
| Ecem Güzel                    | Laser Radial | 4      | 24       | 12     | 17     | 28     | 30     | 11     | 29     | 27     | 20     | N/A    | N/A    | NQ     | 172    | 20.              | [ 118 ] |
| Beste Kaynakçı Okyanus Arıkan | 470          | 18     | 18,1 DPI | 22 BFD | 18     | 11     | 14     | 13     | 18     | 3      | 14     | N/A    | N/A    |        | 127,1  | 17.              | [ 119 ] |
| Dilara Uralp                  | RS:X         | 16     | 22       | 23     | 23     | 24     | 25     | 22     | 24     | 21     | 21     | 25     | 24     | NQ     | 245    | 24.              | [ 120 ] |
| Deniz Çinar Ates Çinar        | 470          | 11     | 14       | 5      | 3      | 2      | 10     | 17     | 13     | 11     | 4      | N/A    | N/A    | 20     | 93     | 10.              | [ 121 ] |
| Onur Biriz                    | RS:X         | 15     | 19       | 20     | 19     | 26 DNF | 12     | 23     | 20     | 23     | 21     | 21     | 17     | NQ     | 210    | 20.              | [ 122 ] |

M – Wyścig medalowy